# 헤베시 (도시)

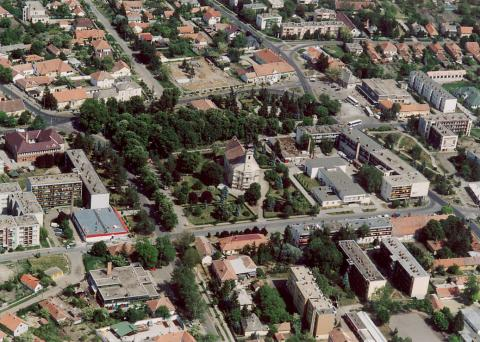
헤베시

헤베시(헝가리어: Heves)는 헝가리 헤베시주에 위치한 도시로 면적은 99.31km2, 인구는 10,864명(2013년 기준), 인구 밀도는 116명/km2이다. 헤베시구의 구청 소재지이며 에게르에서 북쪽으로 약 40km 정도 떨어진 곳에 위치한다.

시기
시 문장